# Distretto di Dėlgėrėh
Il distretto di Dėlgėrėh  è uno dei quattordici distretti (sum) in cui è suddivisa la provincia del Dornogov', in Mongolia. Conta una popolazione di 1.781 abitanti (censimento 2009). 